# Акцийские игры
Акцийские игры или Акции, Актийские игры (лат. Ludi Actiaci, Actia, др.-греч. Ακτία) — фестиваль спорта и искусств, учреждённый Октавианом Августом в честь его победы при Акциуме над флотом Марка Антония. Сражение при Акциуме состоялось в 31 году до н. э., Акцийские игры проводились с 27 года до н. э. в ознаменование годовщины этого события. И в прежнее время проводились Акцийские игры раз в два года жителями городов Акарнании как праздник Аполлона Актийского, уходивший корнями в историю Эпира, наградой в играх служил лавровый венок, но римский император придал играм большее значение и почёт. Местом их проведения был священный участок Аполлона Актийского напротив мыса Акциум у основанного Октавианом на южной оконечности Эпира нового города Никополь (древний праздник проходил в другом городе — Анактории), а само проведение было поручено спартанцам, поддержавшим Октавиана в ходе гражданской войны против Антония. В дальнейшем Акцийские игры проводились каждые четыре года (по Страбону — пять лет) 2 сентября — в день годовщины победы при Акциуме. После проведения первых Акцийских игр была сделана попытка учредить также новую систему летосчисления по Акциадам (по аналогии с Олимпиадами).
Акцийские игры были сделаны «изолимпийскими», то есть в точности следующими тем же правилам, что и Олимпийские. В программу игр были включены атлетические, конные и музыкальные соревнования, а также редкие для подобных мероприятий гребные соревнования, подчёркивавшие связь праздника с морской победой. Победителей награждали венками из тростника — растения, посвящённого Посейдону. Атлетические соревнования проводились в трёх возрастных категориях — мальчики, юноши (греч. αγένειοι, дословно — «безбородые») и мужчины.
Хотя летосчисление по Акциадам не прижилось, сами игры укоренились в Римской империи, были включены в Периодос — цикл наиболее престижных спортивных мероприятий античного мира — и продолжались по меньшей мере до конца III в. н. э. (возможно, имела также место попытка возродить их в середине IV века, сделанная императором Юлианом). О престижности Акцийских игр говорит тот факт, что победы в них искал император Нерон.